# David Bradley (acteur américain)
 (août 2013).
Si vous disposez d'ouvrages ou d'articles de référence ou si vous connaissez des sites web de qualité traitant du thème abordé ici, merci de compléter l'article en donnant les références utiles à sa vérifiabilité et en les liant à la section « Notes et références ».
Pour les articles homonymes, voir David Bradley et Bradley.
David Bradley né le 2 octobre 1953, Texas, États-Unis[réf. nécessaire], est un artiste américain et acteur martial, connu pour son rôle dans de nombreux films d'action à petit budget à partir de la fin des années 1980. Ses films les plus connus sont les suites American Ninja.

## Biographie
Un ex-champion de karaté, il est devenu une star grâce aux deux suites d'American Ninja.
David Bradley est surtout connu pour son rôle de Sean Davidson dans American Ninja 3: Blood Hunt et American Ninja 4: The Annihilation (en). Il est également la vedette d'un film, avec Pat Morita, intitulé American Ninja V, interprétant Joe Kastle, qui n'est pas techniquement une suite des précédents films d'American Ninja.
David Bradley, l'acteur américain, est souvent confondu avec David Bradley, l'acteur britannique, qui a fait plusieurs apparitions en tant Argus Rusard dans la série de films Harry Potter.

## Filmographie

### Cinéma
- 1989 : American Ninja 3: Blood Hunt de Cedric Sundstrom : Sean Davidson
- 1990 : American Ninja 4: The Annihilation (en) de Cedric Sundstrom : Sean Davidson
- 1992 : American Samurai de Sam Firstenberg : Andrew 'Drew' Collins
- 1992 : American Ninja V de Bobby Jean Leonard : Joe Kastle
- 1992 : American Cyborg: Steel Warrior de Boaz Davidson (en)
- 1993 : Cyborg Cop de Sam Firstenberg : Jack Ryan
- 1993 : Blood Warriors de Sam Firstenberg : Wes Healey
- 1994 : État de siège (Project Shadowchaser II) de John Eyres
- 1994 : Cyborg Cop 2 de Sam Firstenberg : Jack Ryan
- 1995 : White Cargo de Daniel Reardon : Joe Hargatay
- 1996 : Menace nucléaire (Warhead) de Mark Roper :
- 1997 : Expect to Die de Jalal Merhi : DrVincent MacInlyre
- 1997 : Total Reality de Phillip J. Roth : Anthony Rand
- 1999 : Crisis de Jalal Merhi : Alex
- 2003 : Strike Zone

## Télévision
- 1991 : Lower Level
- 1993 : Alerte à Malibu
- 1994 : Blood Run
- 1995 : Justice maximum (Hard Justice)
- 1996 : Exit (téléfilm)